# Pachypsolus ovalis
Pachypsolus ovalis är en plattmaskart. Pachypsolus ovalis ingår i släktet Pachypsolus och familjen Pachypsolidae. Inga underarter finns listade i Catalogue of Life.